# Branford Marsalis

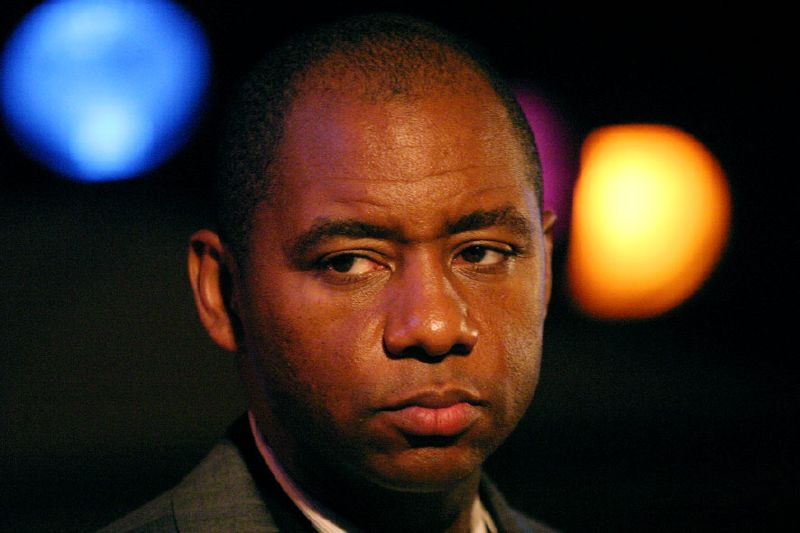
Branford Marsalis, 2008

Branford Marsalis (* 26. August 1960 in New Orleans) ist ein US-amerikanischer Jazz-Saxophonist, Komponist, Musikproduzent und Schauspieler.

## Leben und Werk
Branford Marsalis gehört der musikalischen Marsalis-Familie an, die neben Vater Ellis (Klavier) auch die Brüder Delfeayo (Posaune), Jason (Schlagzeug) und Wynton (Trompete) hervorgebracht hat. Er spielt hauptsächlich Tenor- und Sopransaxophon. Neben dem Zusammenspiel mit seiner Familie erhielt er seine musikalische Ausbildung am Berklee College of Music in Boston.
Marsalis begann seine professionelle Karriere 1980 in Art Blakeys Big Band, The Jazz Messengers und der Band von Clark Terry. Von 1982 bis 1985 spielte er in der Gruppe seines Bruders Wynton Marsalis. Miles Davis engagierte ihn 1983 für die Aufnahme eines Stückes im Album Decoy. Den internationalen Durchbruch schaffte er durch seine Zusammenarbeit mit der Pop-Ikone Sting (vor allem mit dem Titel Englishman in New York). Danach buchten ihn regelmäßig auch andere namhafte Popmusiker wie James Taylor, Tina Turner, Bruce Hornsby oder Youssou N’Dour. 1992 war er Gastsolist auf David Murrays Album Fast Life.
Neben zahlreichen Jazz-Alben ist er auch mit seiner Crossover-Band Buckshot LeFonque und zwei Klassik-Einspielungen erfolgreich und beweist eine große stilistische Vielseitigkeit. Zu mehreren Filmmusiken steuerte er sein Saxophonspiel bei (Das Rußland-Haus, Sneakers), und in besonders fruchtbarer Weise auch als Komponist zu den Filmen des afro-amerikanischen Regisseurs Spike Lee wie in School Daze (1988), Do the Right Thing (1988), Mo’ Better Blues, When the Levees Broke (2006).
Von 1992 bis 1994 war er Leiter der Tonight Show Band des amerikanischen Late Night-Talkers Jay Leno. Danach spielte er das Konzept-Album Buckshot LeFonque ein, das Jazz mit Hip-Hop, Rhythm and Blues und Rockmusik kombinierte. Es folgte eine leitende Position bei Columbia Records in New York. Die Erfahrungen dort veranlassten ihn schließlich, im Jahre 2002 das eigene Plattenlabel Marsalis Music in Cambridge, Massachusetts zu gründen. In den 2000er-Jahren trat Marsalis zunehmend in klassischen Konzerten („E-Musik“) auf.
Zusammen mit Harry Connick Jr. und Habitat for Humanity gründete er Ende 2005 in New Orleans das Projekt Musicians' Village, um in einer Künstlerkolonie Musiker wieder anzusiedeln, denen der Hurrikan Katrina ihr Heim genommen hatte. Das Projekt wurde mit Benefizkonzerten und Spenden unterstützt. 2011 öffnete im Zentrum der Kolonie ein Konzert- und Unterrichtsgebäude, das Ellis Marsalis Center for Music. Insgesamt wurden 72 Wohnhäuser errichtet.

## Diskografie (Auswahl)
- 2025: Belonging (Blue Note)
- 2021: Ma Rainey’s Black Bottom (Milan Records)
- 2019: The Secret Between the Shadow and the Soul
- 2016: Upward Spiral (feat. Kurt Elling)
- 2014: In My Solitude – Live at Grace Cathedral (San Francisco)
- 2012: Four MFs Playin’ Tunes (Marsalis Music)
- 2011: Songs of Mirth and Melancholy
- 2009: Metamorphosen
- 2006: Braggtown
- 2004: Eternal
- 2003: Romare Bearden
- 2002: Footsteps Of Our Fathers
- 1999: Requiem (Columbia)
- 1997: Music Evolution (Columbia)
- 1994: Buckshot LeFonque (Columbia) (DE: Gold (German Jazz Award))[3]
- 1992: I Heard You Twice The First Time (DE: Gold (German Jazz Award))
- 1990: Crazy People Music (CBS)
- 1989: Trio Jeepy (Sony BMG)
- 1988: Random Abstract (CBS)
- 1986: Royal Garden Blues
- 1984: Scenes In The City

## Filmografie (Auswahl)
- 1985: Bring on the Night (als Schauspieler)
- 1987: Schmeiß’ die Mama aus dem Zug! (Throw Momma from the Train, als Schauspieler)
- 1991: The Color of Love
- 1992: Black to the Promised Land (Dokumentarfilm)
- 1997: Eve’s Bayou
- 1999: Märchenprinz verzweifelt gesucht (Goosed)
- 2000: Mit aller Härte (Once in the Life)
- 2017: The Immortal Life of Henrietta Lacks
- 2020: Ma Rainey’s Black Bottom
- 2023: Rustin

## Auszeichnungen
- 2004: Down Beat Critics Poll-Gewinner in den Sparten: Sopransaxophon, Tenorsaxophon, Jazz-Album Romare Bearden, Rising star producer
- 2010: ECHO Jazz in der Sparte „Instrumentalist/in des Jahres international – Saxophon/Woodwinds“ für Metamorphosen
- 2020: Nominierung für die Grammy Awards 2020 in den beiden Kategorien Best Improvised Jazz Solo und Best Jazz Instrumental Album.[4]

## Film
- Branford Marsalis. Die Liebe zu New Orleans. Dokumentarfilm, Deutschland, 2012, 52 Min., Buch und Regie: Reinhold Jaretzky, Produktion: Zauberberg Film, hr, arte, deutsche Erstsendung: 6. März 2013 bei arte, Inhaltsangabe von ARD.
- Branford Marsalis: The Soundillusionist. Dokumentarfilm, Deutschland, 2016, 88 Min., Regie: Reinhold Jaretzky, Produktion: Zauberbergfilm Berlin.